# Джеси Кармайкъл
Джеси Кармайкъл (на английски: Jesse Carmichael) е роден в Боулдър, Колорадо, САЩ на 2 април 1979. Той е американски музикант, член на рок групата Maroon 5. Джеси започва да свири на китара в прогимназията. Заедно с приятелите си Адам Лавин, Райън Дюсик и Мики Мейдън те формират групата Kara's Flowers.